# Evaristo Pérez (baloncestista)
Evaristo Pérez Carrión, (nacido el 21 de octubre de 1959 en Santo Domingo, República Dominicana) es un exjugador de baloncesto dominicano. Con 2.00 metros de estatura, jugaba en la posición de alero.